# Maigret und die kopflose Leiche
Maigret und die kopflose Leiche (französisch: Maigret et le corps sans tête) ist ein Kriminalroman des belgischen Schriftstellers Georges Simenon. Er ist der 47. Roman einer Reihe von insgesamt 75 Romanen und 28 Erzählungen um den Kriminalkommissar Maigret. Der Roman wurde am 25. Januar 1955 in Lakeville, Connecticut, abgeschlossen und im Juni desselben Jahres vom Pariser Verlag Presses de la Cité veröffentlicht. Die erste deutsche Übersetzung Maigret und der Kopflose von Ernst Sander erschien 1957 bei Kiepenheuer & Witsch. 1980 veröffentlichte der Diogenes Verlag eine Neuübersetzung von Wolfram Schäfer unter dem Titel Maigret und die kopflose Leiche.
Mitten in Paris werden in einem Kanal abgetrennte Teile der Leiche eines Mannes gefunden. Nur der Kopf der Leiche ist verschwunden, und so bleibt auch die Identität des Toten lange unklar. In den Cafés und Bars um die Kanalschleuse lässt Kommissar Maigret seinem Spürsinn freien Lauf. Behindert wird die Ermittlung lediglich durch Maigrets Intimfeind, den Untersuchungsrichter Coméliau, der vom Kommissar rasche Ergebnisse fordert.

## Inhalt

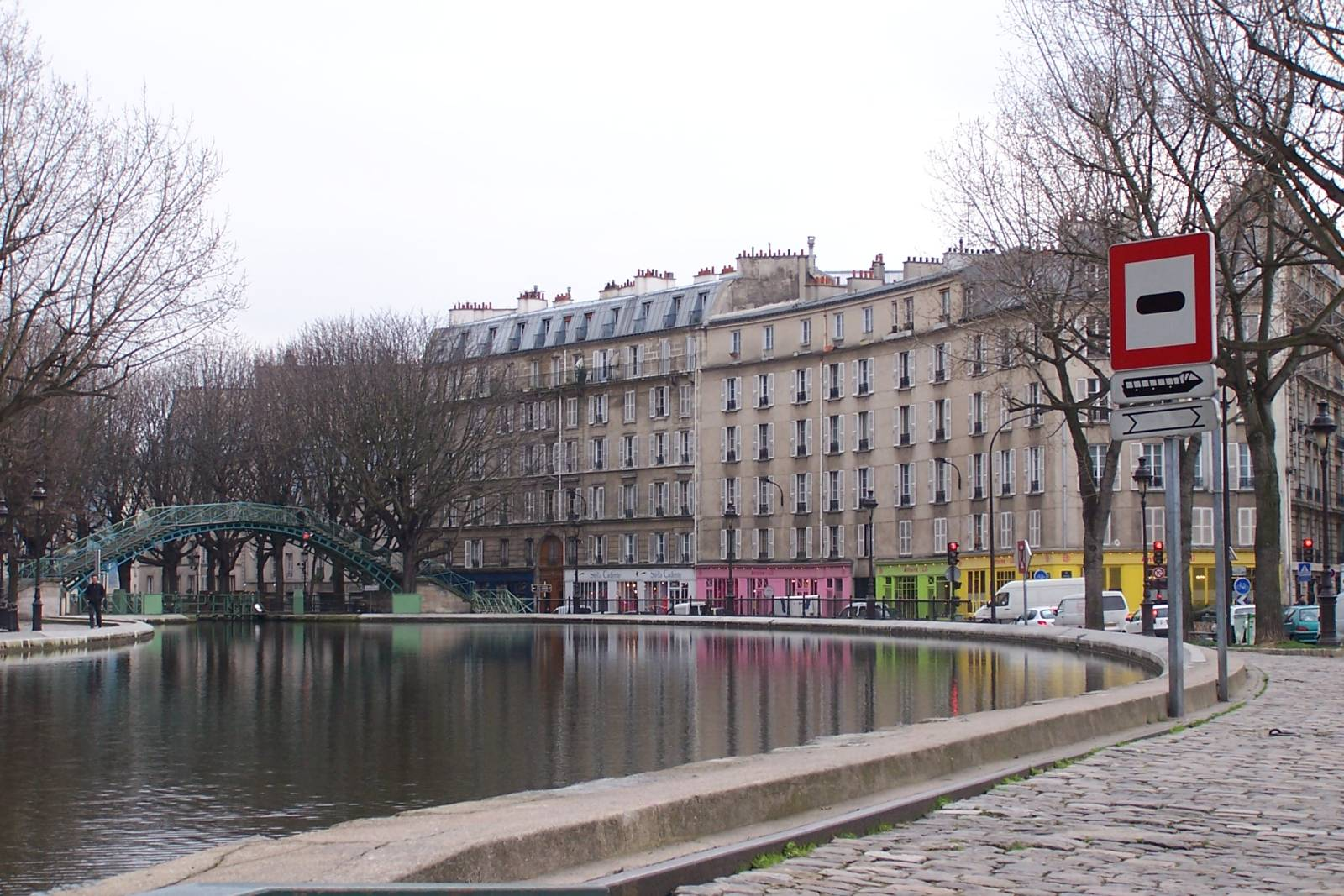
Canal Saint-Martin mit Blick auf den Quai de Valmy

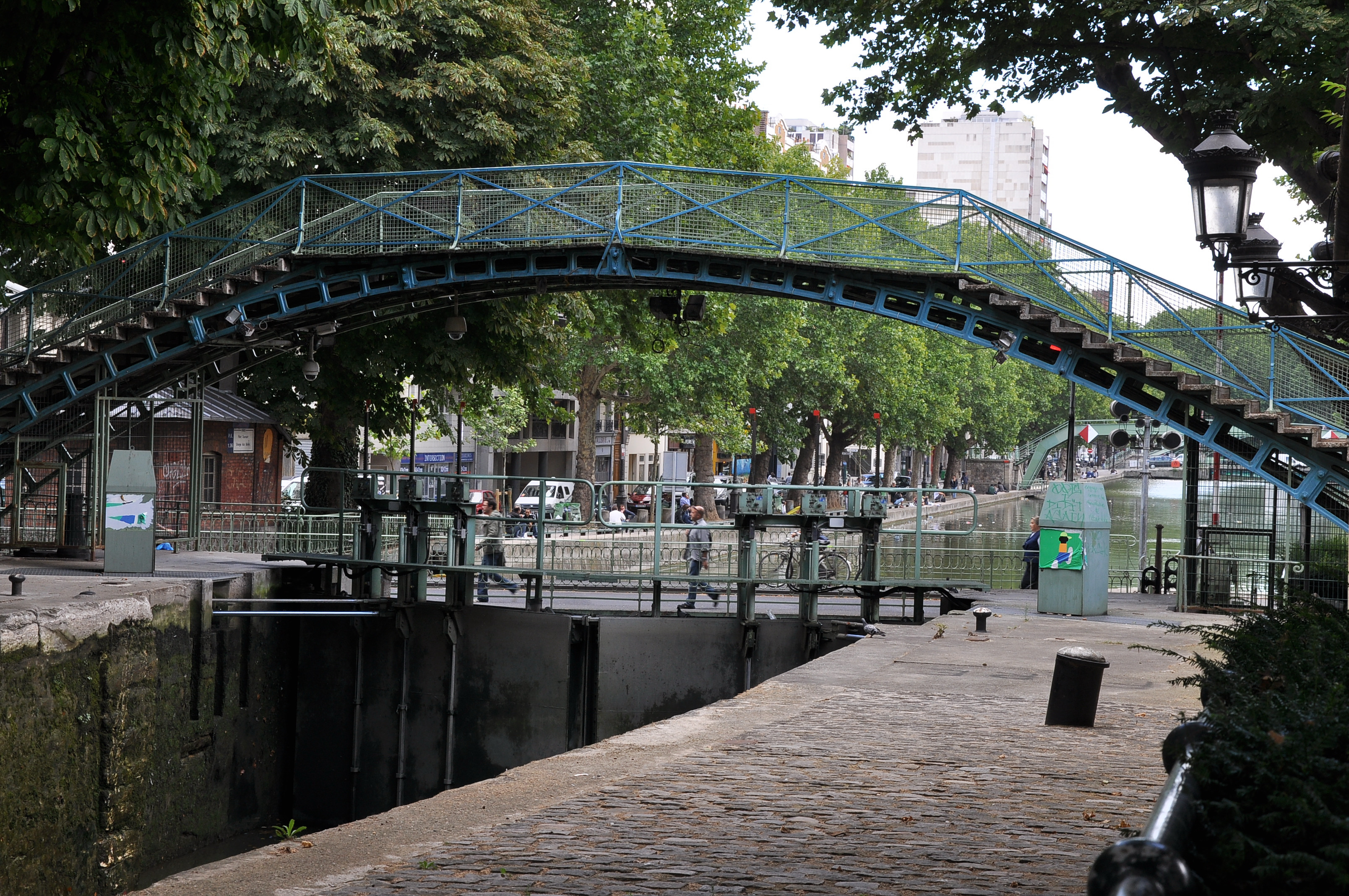
Schleuse Les Récollets in Paris

Es ist Dienstagmorgen, der 23. März, und in Paris liegen die ersten Vorboten des Frühlings in der Luft. Die Brüder Jules und Robert Naud, zwei Kanalschiffer, fischen vor der Schleuse Les Récollets den abgetrennten Arm eines Mannes aus dem Canal Saint-Martin. Spätere Tauchgänge fördern weitere abgetrennte Leichenteile zu Tage, die sich erst seit wenigen Tagen im Kanal befinden können. Nur der Kopf der Leiche bleibt unauffindbar.
Der Zufall führt Kommissar Maigret bereits bei seinem ersten Besuch am Quai de Valmy in die düstere Bar Chez Calas, wo der Gast von Aline Calas, einer schlecht gelaunten und apathischen Alkoholikerin, bedient wird. Ihr Mann Omar ist angeblich letzten Freitag abgereist, um Weißwein aus der Gegend von Poitiers zu besorgen, und hat sich seitdem nicht wieder gemeldet. Je mehr Details über den Körper des Toten bekannt werden, desto mehr verdichtet sich für den Kommissar die Vermutung, dass es sich um den verschwundenen Wirt handeln müsse. Es verdirbt Maigret regelrecht die Freude an der Ermittlung, dass die Puzzlestücke des Falles von Anfang an so leicht ineinander fallen.
Ein erster Verdacht richtet sich gegen den 18-jährigen Botenjungen Antoine Cristin, der ein eigentümliches Interesse für die Tauchgänge zeigt und anschließend in der Bar aufkreuzt, wo er sich als Liebhaber der mehr als doppelt so alten Wirtin herausstellt. Er war nicht der einzige Mann, mit dem Aline ihren Gatten betrog. Der Witwer Dieudonné Pape, ein friedliebender Lagerverwalter mit sanften blauen Augen, ist bereits seit Jahren in die Wirtin verliebt. Doch weder Kommissar Maigret noch Untersuchungsrichter Coméliau, der sich wie üblich wenig begeistert von Maigrets bedächtigen Ermittlungsmethoden zeigt und kurzerhand sämtliche Verdächtigen verhaftet, gelingt es, Aline oder ihre Liebhaber zu einer Aussage zu bewegen. Erst der angereiste Notar Canonge aus Boissancourt-par-Saint-André, einem kleinen Ort im Département Loiret zwischen Montargis und Gien, enthüllt Maigret die Hintergründe des Verbrechens.
Aline Calas ist eine geborene de Boissancourt, die im Schloss eines reichen Landadeligen aufwuchs, jedoch früh ihren Vater zu hassen lernte und bei allen Gelegenheiten gegen ihn revoltierte. Mit 17 Jahren schwängerte sie der Hausdiener Omar Calas, mit dem sie sich nach Paris absetzte. Die schon bald zerrüttete Ehe ertrug sie über Jahrzehnte nur mit Alkohol und ihrem Stolz, der jede Rückkehr zur Familie unterband. Auch als ihr der Notar vor wenigen Tagen die Todesnachricht ihres Vaters überbrachte, schlug sie das Erbe, ohne zu zögern, aus. Doch Omar Calas erfuhr von dem entgangenen Vermögen und setzte alles daran, seine Frau zur Annahme des Erbes zu zwingen. Maigret ahnt, dass er dabei gewalttätig wurde, bis der sanfte Pape einschritt und ihn erschlug, woraufhin Aline und ihr Liebhaber gemeinsam die Leiche ihres Mannes zerteilten und entsorgten. Der bedrückte Kommissar ist froh, dass es nach der Verhaftung nicht mehr seine Aufgabe ist, das unglückliche Liebespaar so lange zu verhören, bis einer von beiden zusammenbricht und gesteht. Untersuchungsrichter Coméliau hingegen kennt solche Skrupel nicht, und so kann er sich am Ende triumphierend die Aufklärung des Falles selbst zuschreiben.

## Interpretation
Für Tilman Spreckelsen ist Maigret und die kopflose Leiche durchzogen von einem „Hauch von Frühling, im Sonnenschein tanzende Stäubchen inklusive“. Auch Maigrets erste Begegnung mit Aline Calas steht unter dem Eindruck eines frühlingshaft duftenden Weißweins. Wie bereits in Maigret und sein Toter muss sich der Kommissar in das Milieu der kleinen Bars und Lokale hineinversetzen, um dem Leben des Opfers auf die Spur zu kommen. Doch stärker als das Opfer ist es dieses Mal die Täterin, die auf Maigret eine unbeschreibliche Faszination ausübt. Die ausgemergelte Frau zeichnet sich durch das Fehlen jeder emotionalen Reaktion aus. Das Verschwinden ihres Ehemanns, ob tot oder lebendig, berührt sie so wenig wie ihr ausgeprägter Alkoholismus oder die wahllose Sexualität mit verschiedenen Liebhabern.
Vom ersten Moment an spürt Maigret, dass Aline Calas nicht in die Atmosphäre der Bar passt, dass ihr exzessiver Alkoholkonsum in einer schmerzlichen Vergangenheit begründet liegt. Sie rührt an das Mitgefühl Kommissar Maigrets, der bereits in seiner Jugend einen Beruf ergreifen wollte, in dem er „Schicksale repariert“, was er heute in der Tätigkeit eines Psychoanalytikers verwirklicht sieht. Gleichzeitig verkörpert sie ein menschliches Rätsel, dem er mit wissenschaftlichem Interesse auf den Grund gehen will. Doch Aline verschließt sich vor Maigrets Nachforschungen. Sie erweist sich als hartnäckige, ebenbürtige Gegenspielerin, und die Auseinandersetzung zwischen dem Kommissar und der Verdächtigen wird mehr und mehr zur persönlichen Affäre. Nachdem sich Maigret lange widersetzt hat, seine Kontrahentin festzunehmen, weiß er sich am Ende nicht anders zu helfen, als sie dem Untersuchungsrichter zu übergeben, um sich gewaltsam von ihrer Ausstrahlung zu befreien. Danach bleibt sie zwar in seinen Gedanken weiterhin präsent, doch trifft sie nicht mehr physisch mit ihm zusammen.
Erst durch die Erzählung des Notars lernt Maigret Aline Calas zu verstehen. Mitten im Gespräch sieht er Aline als junges Mädchen vor sich, hat zum ersten Mal ein vollständiges Bild ihrer Persönlichkeit vor Augen. Im gleichen Moment ist ihm klar, dass er dieses Persönlichkeitsbild einem Mann wie dem Richter Coméliau mit seinen vorgefassten Meinungen niemals wird begreiflich machen können. Als Maigret etwa hinter der Selbsterniedrigung der Calas einen tiefen Idealismus wahrnimmt, ist dies eine Erkenntnis, die sich weit außerhalb des Horizonts des bürgerlichen Justizbeamten befindet. Ebenso wenig kann der Richter die Bedeutung der Katze verstehen, die die Inhaftierte dem Kommissar zur Pflege überlassen hat. Die Katze ist eine Art „gute Seele“ der düsteren Bar, in ihrem Phlegmatismus spiegelt sich aber auch das Wesen ihrer Besitzerin wider. Während Maigret zuvor Coméliaus Gängelei ergeben über sich ergehen ließ, ist dessen leichtfertige Behauptung, ein Mensch wie Kommissar Maigret könne seine Zeit nicht mit der Pflege einer Katze verschwenden, selbst wenn er dies zuvor versprochen habe, für den Kommissar unverzeihlich: „Das sollte Maigret dem Richter Coméliau sein Leben lang übelnehmen.“

## Hintergrund
Maigret und die kopflose Leiche war der letzte Roman, den Simenon auf dem amerikanischen Kontinent verfasste. Er lebte und arbeitete von 1950 bis 1955 in der Shadow Rock Farm in Lakeville, Connecticut, wo er im September 1954 mit Les Témoins (Die Zeugen) seinen letzten Non-Maigret-Roman geschrieben hatte. Der Zeitraum bis zur Fertigstellung von Maigret und die kopflose Leiche am 25. Januar 1955 war für den Schriftsteller ungewöhnlich lang. Er war gereizt, mit seiner persönlichen Situation unzufrieden und in Sorge um den psychischen Zustand seiner zweiten Frau Denyse. Zum Anlass seiner Abreise wurde allerdings ein Interview mit dem Journalisten Hamish Hamilton, bei dem Simenon auf die Frage, warum er in Amerika lebe, keine befriedigende Antwort fand. Kurz entschlossen und ohne feste Vorstellung von seinem künftigen Wohnsitz reiste Simenon nach Frankreich zurück, wo seine folgenden Werke in Mougins und Cannes entstanden, ehe er sich 1957 in der Schweiz niederließ.
Ein halbes Jahr nach Maigret und die kopflose Leiche entstand in Frankreich der nächste Maigret-Roman Maigret stellt eine Falle, wobei Fenton Bresler betont, dass den beiden Romanen der radikale räumliche und biographische Wechsel zwischen ihrer Entstehung nicht anzumerken ist. Tilman Spreckelsen zeigt sich jedenfalls beeindruckt, wie es Simenon von Amerika aus gelungen war, „das kleinbürgerliche Dekor von jenseits des Atlantik so genau vor sich zu sehen, dass er es derart meisterlich beschreiben kann“. Maigret und die kopflose Leiche spielt in einem eng umgrenzten Raum um den Canal Saint-Martin, der vom Quai de Valmy und dem Quai de Jemmapes eingefasst wird. Die Örtlichkeiten, zwischen denen sich Maigret bewegt, reichen vom Gare de l’Est bis zum Hôpital Saint-Louis. Im 21. Jahrhundert lässt sich wegen großflächiger Renovierungsarbeiten das damalige Stadtbild kaum mehr wiederfinden. Noch immer steht allerdings das Restaurant L’Atmosphere, das Vorbild des Chez Popaul im Roman. Für das Chez Calas hingegen gibt es kein real existierendes Pendant.

## Rezeption
Publishers Weekly fasst Maigret und die kopflose Leiche in einem Satz zusammen: „Der Kommissar findet einen Körper in einem Pariser Kanal, rekonstruiert das Verbrechen und beschuldigt widerstrebend die Täter.“ Best Sellers beschreibt, wie Maigret um den Quai herumstreicht, in einer nahe gelegenen Bar Weißwein trinkt und dabei die Identität der kopflosen Leiche sowie die Motive der benebelt vor sich hinstarrenden Ehefrau zu ergründen versucht. „Maigret-Fans werden keine weiteren Informationen brauchen; diejenigen, die die Bekanntschaft noch vor sich haben, seien gewarnt, dass Maigret süchtig machen kann.“ Für die Saturday Review findet Maigret „beinahe seinen Meister, als die Eigentümerin eines Pariser Bistros nicht reden will.“ Thomas Lask sieht in der New York Times jedenfalls nicht die Polizeiarbeit im Mittelpunkt des Romans, sondern den Charakter der Wirtin. „Mit seinem makellosen Gespür für Form gibt Simenon der Geschichte gerade die richtige Länge. Das Geheimnis der menschlichen Persönlichkeit kann sogar noch rätselhafter sein als ein ungeklärtes Verbrechen.“
Die Romanvorlage wurde insgesamt viermal im Rahmen von Fernsehserien verfilmt. Die Titelrolle spielten Rupert Davies in Maigret (Großbritannien, 1961), Jean Richard in Les Enquêtes du commissaire Maigret (Frankreich, 1974), Kinya Aikawa (Japan, 1978) und Bruno Cremer in Maigret (Frankreich, 1992). Im Jahr 1997 erschien bei der Éditions Claude Lefrancq eine Comic-Fassung Maigret et le corps sans tête mit Texten von Odile Reynaud und Zeichnungen von Frank Brichau. 2010 nahm Bettina Kaps für Deutschlandradio Kultur den Roman Maigret und die kopflose Leiche zum Ausgangspunkt einer Reportage über Simenons literarische Schauplätze und den Quai des Orfèvres der Gegenwart.

## Ausgaben
- Georges Simenon: Maigret et le corps sans tête. Presses de la Cité, Paris 1955 (Erstausgabe).
- Georges Simenon: Maigret und der Kopflose. Übersetzung: Ernst Sander. Kiepenheuer & Witsch, Köln 1957.
- Georges Simenon: Maigret und der Kopflose. Übersetzung: Ernst Sander. Heyne, München 1966.
- Georges Simenon: Maigret und die kopflose Leiche. Übersetzung: Wolfram Schäfer. Diogenes, Zürich 1980, ISBN 3-257-20715-8.
- Georges Simenon: Maigret und die kopflose Leiche. Sämtliche Maigret-Romane in 75 Bänden, Band 47. Übersetzung: Wolfram Schäfer. Diogenes, Zürich 2009, ISBN 978-3-257-23847-1.